# Frankerkrøniken
Frankerkrøniken, Historia Francorum eller Decem Libri Historiarum af historikeren og biskoppen Gregor af Tours (538-594) er på latin. Den er en subjektiv krønike og sandsynligvis et bestillingsarbejde fra det frankiske kongedynasti, Merovingerne, som grundlagde Frankerriget.
Historieværket er inddelt i ti bøger (kapitler), og indledes tidstypisk med en henvisning til Bibelens Adam og Eva. Derfra følger en beretning af jødernes historie som en forklaring til frankernes oprindelse. Værket omhandler fortrinsvis merovingerne som regenter og deres politiske samtid og giver et indblik i datidens kristelighed og skikke.